# Liste von Schulkirchen
Schulkirchen im Sinne dieser Liste sind Kirchen, die nicht notwendigerweise eine Ortsgemeinde im Sinne des Parochialprinzips haben, sondern die Schüler, Lehrer und deren Angehörige einer christlichen Schule regelmäßig als Gäste begrüßen.
Andere Schulkirchen, wie etwa Schulen, die von Missionaren betrieben werden, Kirchen, die anstelle des Staates die Schulgrundversorgung bieten, oder Kirchen, in der angehende Theologen Liturgie und Predigt üben, werden nicht in dieser Liste erfasst.
Als Schulkirchen dienen folgende Gründungen:
- Schulkirche (Amberg)
- Kreuzherrenkirche (Düsseldorf)
- Mädchenschulkirche (Freising)
- Schulschwesternkirche (Graz)
- Schulkirche Mariä Empfängnis (Großarmschlag)
- Ursulinenkirche St. Corpus Christi (Köln)
- Zur Heiligen Familie (Karlstadt)
- Augustiner-Chorfrauen-Stift (Mannheim)
- Schulkirche St. Josef und Vierzehnheiligen (Mais)
- Klosterkirche Marienberg (Neuss)
- Kapuziner-Klosterkirche (Traunstein)
- Welschnonnenkirche (Trier)

Als „Schulkapelle“ firmieren
- Schulkapelle St. Michael (Ahlen)[5]
- Marienkapelle (Arnsberg), Schulkapelle des Mariengymnasiums Arnsberg (von 1906, denkmalgeschützt)[6]
- Schulkapelle Bad Münstereifel (Baukunst aus Lärchenholz, die als Neubau im Jahre 2008 eine lobende Erwähnung der Jury des Regionalen Holzbaupreises Eifel erhielt)[7]
- Aloysiuskapelle, Schulkapelle des Aloysianums Opladen
- Schulkapelle Sassenhausen (1703 erbaut, architektonische Kunst Wittgensteins)[8]